# Clytra valeriana
Clytra valeriana is een keversoort uit de familie bladkevers (Chrysomelidae). De wetenschappelijke naam van de soort werd in 1832 gepubliceerd door Édouard Ménétries.